# Accordeon
Accordeon var ett svenskt varumärke, använt på dragspel tillverkade av firman "Musikaffären Accordeon, Dagmar Persson" verksam i Stockholm 1937-1938. Varumärket användes också av AB Albin Hagström under en inledande tid efter att de tagit över rörelsen 1 oktober 1938.